# 松野一忠
松野 一忠（まつの かずただ、生年不詳 - 天正10年6月2日（1582年6月21日））は、戦国時代の武将。通称平助、平介。
豊臣秀吉に仕えた重定（平八）は弟。重元は甥。

## 生涯
安藤守就の重臣、松田雁助に養子として出されていた一忠は守就が斎藤氏から織田信長に転じたのに従って信長の家臣となる。その後も守就付きの家臣として各地を転戦し特に永禄12年（1569年）の本圀寺の変では際立った武功を挙げた。
信長にも一目置かれた存在であったようであり天正8年(1580年)に守就とその一族、さらに主だった家臣までも追放処分となる一方で一忠は特別に留め置かれ以降、信長直参の馬廻となる。
天正10年（1582年）の本能寺の変の際には主人の危機を聞きつけて妙顕寺に馳せ参じるものの時既に遅く信長、信忠親子は既に自害した後であった。その後、妙顕寺には美濃時代より面識のある斎藤利三からの使者が訪れ明智光秀への降伏を勧められるが一忠は受け入れず遺書をしたためると自害して果てた。
武勇の士として名高く戦場に出れば常にその首を狙われたという。また武辺だけでなくで薬学の知識にも通じていた。
吉田松陰(松野他三郎)は一説では一忠の末裔という。

## 参考資料
- 武家事紀
- 信長公記